# 謝斯特羅列茨克
60°06′N 29°57′E / 60.100°N 29.950°E
謝斯特羅列茨克（羅馬化：Sestroretsk）是俄羅斯聖彼得堡庫羅爾特內區下轄的一個城市，位於市中心西北，面臨芬蘭灣。2002年人口40,287人。
1714年建立，1812年轉至芬蘭大公國，1864年歸還沙俄。